# Freixial do Campo
Freixial do Campo ist ein Ort und eine ehemalige Gemeinde (Freguesia) im portugiesischen Kreis Castelo Branco. Die Gemeinde hatte 468 Einwohner (Stand 30. Juni 2011).
Am 29. September 2013 wurden die Gemeinden Freixial do Campo und Juncal do Campo zur neuen Gemeinde União das Freguesias de Freixial e Juncal do Campo zusammengeschlossen. Freixial do Campo ist Sitz dieser neu gebildeten Gemeinde.